# 白川村

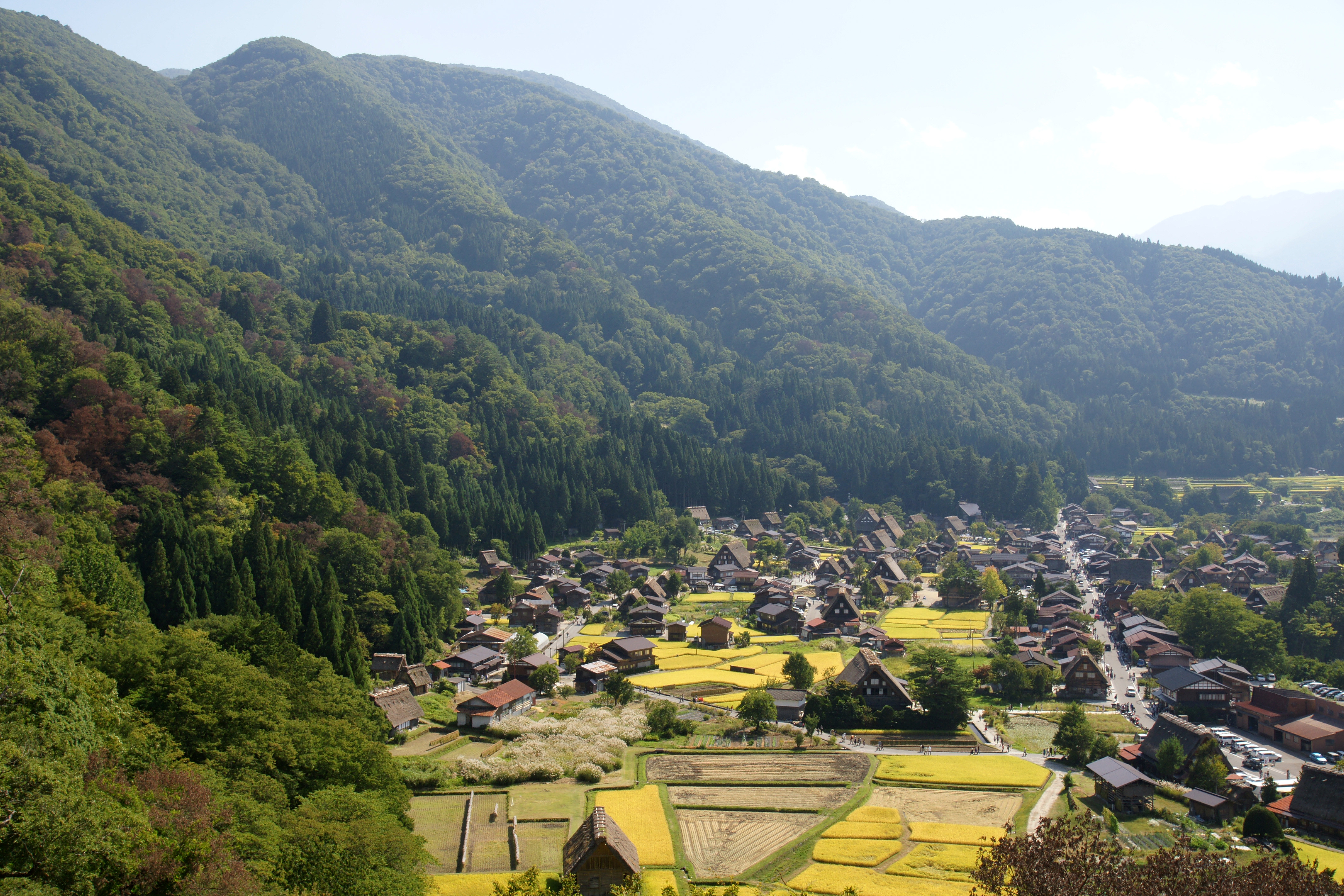
白川郷（荻町）全景

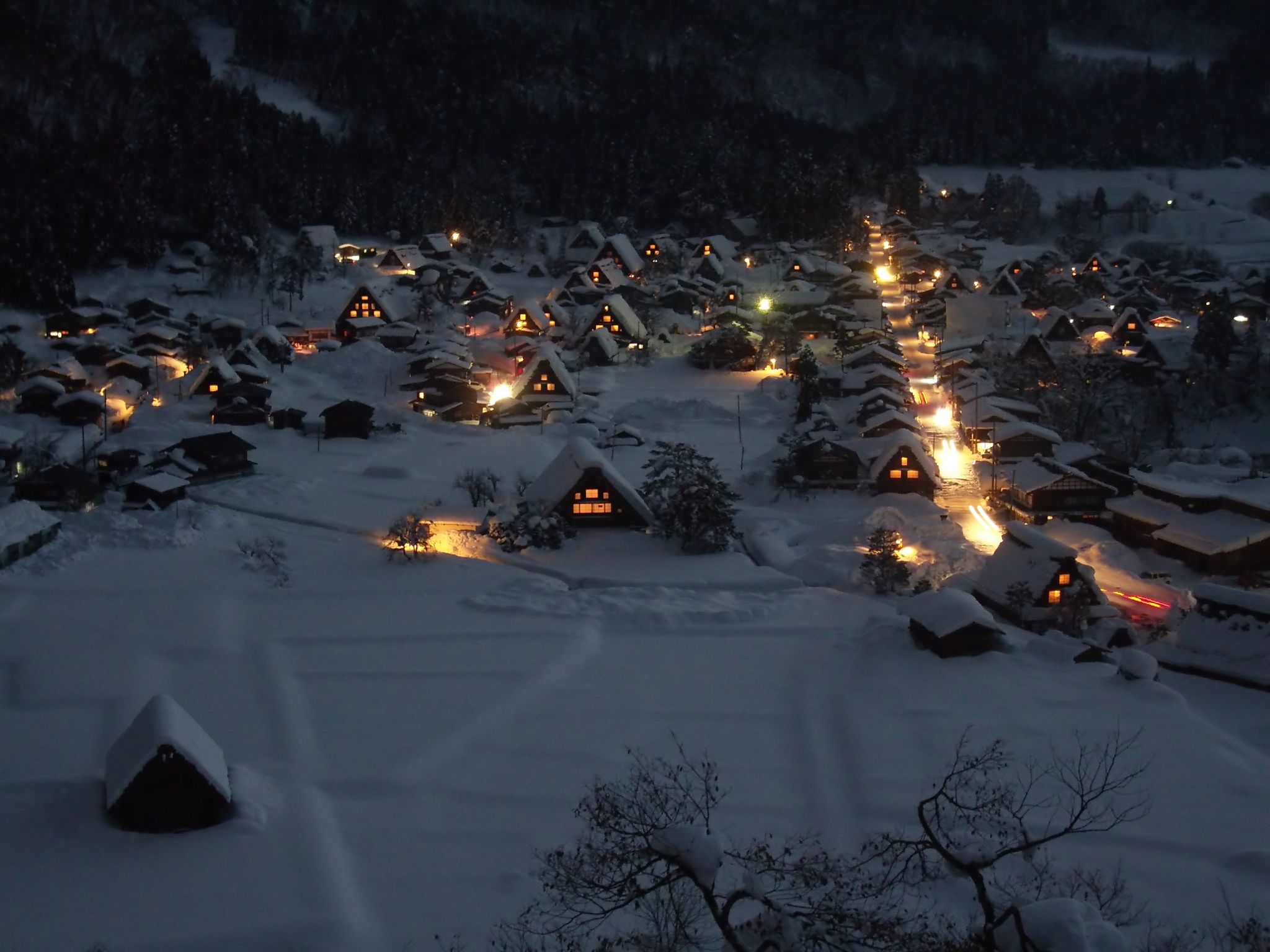
冬の白川郷合掌集落

白川村（しらかわむら）は、岐阜県北西部の大野郡にある村。北は富山県、西は石川県に接する山村である。村内の白川郷にみられる白川郷・五箇山の合掌造り集落で知られる。

## 概要
白川村は日本有数の豪雪地帯であり、特別豪雪地帯に指定されている。このような風土から合掌造りという独特な家屋が生み出された。白川郷・五箇山の合掌造り集落はユネスコの世界遺産に登録されている。白山国立公園の山並みを背景としたその姿は観光資源としても重要である。また庄川の上流には白水湖、御母衣湖といったダム湖がある。
岐阜県内にあるが、東海北陸道は富山県方面の方が先に開通し、岐阜県方面の開通までは同じ飛騨地域の高山市へ自動車で片道1時間半ほどを要したため、距離的にも近い富山県南砺市との結びつきが強い（2008年の東海北陸道の全線開通により現在は南砺市方面が35分程度、高山市方面は50分程度の所要時間となった）
また岐阜県内の南部の美濃地域よりも富山県や石川県へのほうが移動距離が短い。県庁所在地の岐阜市までは自動車で120分程度を要する一方で隣接する富山県の富山市までは75分程度、石川県の金沢市までは70分程度で移動できる（2020年12月現在）。
1999年（平成11年）には、富山県の東礪波郡城端町・平村・上平村・西礪波郡福光町（いずれも現在は南砺市）とともに「南砺広域連合」を結成したが、2006年（平成18年）3月に解散した。村内小白川地区は岐阜県側の放送電波の伝送が難しいため、となみ衛星通信テレビの区域外再送信の対象となっている。
市外局番は大半の地域で05769（荘川MA）を使っている。これは日本全国でも残り少なくなった5桁の市外局番である。小白川地区は富山県南砺市と同じ0763（福野MA）である。

## 地理
白川村は岐阜県北部（飛騨地域）のうち北西部に位置する。白山を主峰とする両白山地により石川県と区切られ、北を人形山によって富山県の五箇山と区切られている山村である。村の面積の95.7%を山林が占めており、それも急峻なところが多いことが特徴である。山々の間を縫うように庄川が流れ、北に隣接する富山県南砺市へと続いている。庄川沿いのわずかな平坦地に集落が散らばっている。

### 地形

#### 山地
- 両白山地

主な山
- 帰雲山
- 猿ヶ馬場山
- 三方崩山
- 人形山
- 日照岳
- 別山
- 三ヶ辻山
- 籾糠山

主な峠
- 天生峠

#### 河川
主な川
- 庄川

#### 瀑布
主な滝
- 白水滝

#### 湖沼
主な湖
- 白水湖
- 御母衣湖

### 人口
| |                                        |  |
| 白川村と全国の年齢別人口分布（2005年） | 白川村の年齢・男女別人口分布（2005年） |  |
| ■紫色 ― 白川村 ■緑色 ― 日本全国 | ■青色 ― 男性 ■赤色 ― 女性              |  |
| 白川村（に相当する地域）の人口の推移 \| 1970年（昭和45年） \| 2,525人 \| \| \| 1975年（昭和50年） \| 2,265人 \| \| \| 1980年（昭和55年） \| 2,132人 \| \| \| 1985年（昭和60年） \| 2,001人 \| \| \| 1990年（平成2年） \| 1,892人 \| \| \| 1995年（平成7年） \| 1,893人 \| \| \| 2000年（平成12年） \| 2,151人 \| \| \| 2005年（平成17年） \| 1,983人 \| \| \| 2010年（平成22年） \| 1,733人 \| \| \| 2015年（平成27年） \| 1,609人 \| \| \| 2020年（令和2年） \| 1,511人 \| \| |                                        |  |
| 総務省統計局 国勢調査より |                                        |  |
| 1970年（昭和45年） | 2,525人                                |  |
| 1975年（昭和50年） | 2,265人                                |  |
| 1980年（昭和55年） | 2,132人                                |  |
| 1985年（昭和60年） | 2,001人                                |  |
| 1990年（平成2年） | 1,892人                                |  |
| 1995年（平成7年） | 1,893人                                |  |
| 2000年（平成12年） | 2,151人                                |  |
| 2005年（平成17年） | 1,983人                                |  |
| 2010年（平成22年） | 1,733人                                |  |
| 2015年（平成27年） | 1,609人                                |  |
| 2020年（令和2年） | 1,511人                                |  |

### 隣接自治体
岐阜県
- 高山市
- 飛騨市

富山県
- 南砺市

石川県
- 白山市

### 地名
- 荻町
- 芦倉
- 飯島
- 有家ケ原
- 牛首　※無人地区
- 内ケ戸　※無人地区
- 大窪　※無人地区
- 大牧　※無人地区
- 尾神　※無人地区
- 加須良
- 木谷
- 小白川
- 島
- 椿原
- 長瀬
- 野谷　※無人地区
- 鳩谷
- 平瀬
- 福島　※無人地区
- 保木脇
- 馬狩
- 牧
- 御母衣

## 気候
寒暖の差が大きく気温の年較差、日較差が大きい顕著な大陸性気候である。降雪量が多く、周辺の自治体と同様に特別豪雪地帯に指定されている。
| 白川村(1991-2020)の気候 | 白川村(1991-2020)の気候 | 白川村(1991-2020)の気候 | 白川村(1991-2020)の気候 | 白川村(1991-2020)の気候 | 白川村(1991-2020)の気候 | 白川村(1991-2020)の気候 | 白川村(1991-2020)の気候 | 白川村(1991-2020)の気候 | 白川村(1991-2020)の気候 | 白川村(1991-2020)の気候 | 白川村(1991-2020)の気候 | 白川村(1991-2020)の気候 | 白川村(1991-2020)の気候 |
| 月                      | 1月                     | 2月                     | 3月                     | 4月                     | 5月                     | 6月                     | 7月                     | 8月                     | 9月                     | 10月                    | 11月                    | 12月                    | 年                      |
| ----------------------- | ----------------------- | ----------------------- | ----------------------- | ----------------------- | ----------------------- | ----------------------- | ----------------------- | ----------------------- | ----------------------- | ----------------------- | ----------------------- | ----------------------- | ----------------------- |
| 最高気温記録 °C （°F）  | 15.5 (59.9)             | 16.5 (61.7)             | 23.7 (74.7)             | 29.9 (85.8)             | 31.6 (88.9)             | 34.4 (93.9)             | 36.3 (97.3)             | 36.5 (97.7)             | 34.8 (94.6)             | 29.8 (85.6)             | 25.5 (77.9)             | 20.0 (68)               | 36.5 (97.7)             |
| 平均最高気温 °C （°F）  | 2.8 (37)                | 3.8 (38.8)              | 8.3 (46.9)              | 15.6 (60.1)             | 21.8 (71.2)             | 24.9 (76.8)             | 28.2 (82.8)             | 29.6 (85.3)             | 25.1 (77.2)             | 19.2 (66.6)             | 12.9 (55.2)             | 5.9 (42.6)              | 16.5 (61.7)             |
| 日平均気温 °C （°F）    | −1.0 (30.2)             | −0.8 (30.6)             | 2.5 (36.5)              | 8.8 (47.8)              | 14.9 (58.8)             | 19.0 (66.2)             | 22.7 (72.9)             | 23.6 (74.5)             | 19.4 (66.9)             | 13.2 (55.8)             | 7.1 (44.8)              | 1.7 (35.1)              | 10.9 (51.6)             |
| 平均最低気温 °C （°F）  | −4.4 (24.1)             | −5.0 (23)               | −2.3 (27.9)             | 2.7 (36.9)              | 8.6 (47.5)              | 14.1 (57.4)             | 18.6 (65.5)             | 19.2 (66.6)             | 15.2 (59.4)             | 8.8 (47.8)              | 2.8 (37)                | −1.7 (28.9)             | 6.4 (43.5)              |
| 最低気温記録 °C （°F）  | −16.4 (2.5)             | −15.8 (3.6)             | −15.5 (4.1)             | −8.3 (17.1)             | −0.7 (30.7)             | 4.2 (39.6)              | 10.8 (51.4)             | 11.7 (53.1)             | 3.6 (38.5)              | −1.8 (28.8)             | −8.3 (17.1)             | −14.9 (5.2)             | −16.4 (2.5)             |
| 降水量 mm （inch）      | 281.8 (11.094)          | 204.5 (8.051)           | 195.8 (7.709)           | 151.6 (5.969)           | 128.8 (5.071)           | 187.1 (7.366)           | 277.7 (10.933)          | 190.5 (7.5)             | 214.5 (8.445)           | 167.9 (6.61)            | 181.6 (7.15)            | 282.8 (11.134)          | 2,458.2 (96.78)         |
| 降雪量 cm （inch）      | 340 (133.9)             | 251 (98.8)              | 149 (58.7)              | 19 (7.5)                | 1 (0.4)                 | 0 (0)                   | 0 (0)                   | 0 (0)                   | 0 (0)                   | 0 (0)                   | 12 (4.7)                | 201 (79.1)              | 972 (382.7)             |
| 平均月間日照時間        | 41.2                    | 62.1                    | 105.0                   | 160.8                   | 196.9                   | 150.6                   | 149.4                   | 175.1                   | 125.0                   | 121.3                   | 88.8                    | 47.0                    | 1,417.8                 |
| 出典：気象庁            |                         |                         |                         |                         |                         |                         |                         |                         |                         |                         |                         |                         |                         |

## 歴史

### 白川村の発足
古くから飛騨国の庄川流域は白川郷と呼ばれており、その内「下白川郷」と呼ばれる川下側（北側）が白川村、「上白川郷」と呼ばれる川上側（南側）が荘川村（現：高山市）となった。江戸時代中期から白川村には合掌造り家屋が建設されており、300年以上前に建てられた家屋もあるという。
1875年（明治8年）7月29日に町村が統合された際に、芦倉村、有家ヶ原村、飯島村、牛首村、内ヶ戸村、大窪村、大牧村、尾神村、荻町村、加須良村、小白川村、木谷村、島村、椿原村、野谷村、鳩谷村、平瀬村、福島村、馬狩村、牧村及び御母衣村が合併して、白川村は発足する。1889年（明治22年）の町村制の施行により、白川村の区域をもって、白川村が発足する。
なお、旧大牧村、旧野谷村、旧尾神村及び旧福島村などの村々は大牧ダム（鳩谷ダム）や御母衣ダムの建設時に水没離村した。

### 近隣との交通
白川地域は長く地形的に隔絶された地域だったが、1926年（大正15年）に白鳥町とを結ぶ白川街道が改修されて馬車の往来が可能になった。その頃に中心集落の平瀬に商店や旅館、料理屋が開業している。
1945年（昭和20年）には村の往還（後の国道156号）が軍用道路となり五箇山方面からの路面が改修されたため大型車の通行が可能になった。1955年（昭和30年）には国鉄バスが金沢まで、1956年（昭和31年）には濃飛バスが高山まで運行され、1958年（昭和33年）には岐阜 - 高岡間のバスが通行するようになった。

### 単独村制の維持
1995年（平成7年）から2005年（平成17年）にかけて行われた平成の大合併の際には、飛騨地域の全ての市町村で結成した「飛騨地域合併推進協議会」に白川村も参加し、また村内では独自に「白川村広域合併研究会」を設置した。飛騨の最大都市である高山市に編入される形で一市二郡（吉城郡・大野郡）で合併する場合と、白川村単独を続ける場合とを比較検討し、2001年（平成13年）に「合併是非論展開表」を取りまとめた。
検討の結果、合併した場合の面積は3,229km2で鳥取県に匹敵する広域となるため、一体的な行政運営が可能なのか疑問視されたこと、白川村から高山市の中心部までは83㎞もあり移動が困難であること、また人口1,900人足らず（当時）の白川村からは市議会議員を選出できない可能性があること、そして白川村独自のコミュニティ機能が崩壊することが心配され、8割近くの住民が合併に反対した。また、南砺市との結びつきや世界遺産でもある白川郷のイメージを損ねてほしくないという内外の声もあり、2003年（平成15年）に同協議会を離脱し、単独村制を維持することにした。
現在、飛騨地域では唯一の村であり（その他の市町村は合併により高山市・飛騨市・下呂市の3市となった）、岐阜県内でも白川村の他には加茂郡の東白川村の一村を残すのみである。

### 変遷表
| 明治元年          | 明治8年               | 明治12年 2月18日 郡区町村 編成法施行 | 明治22年 7月1日 町村制施行 | 現在          |
| ----------------- | --------------------- | ------------------------------------ | -------------------------- | ------------- |
| 大野郡 尾神村     | 明治8年 大野郡 白川村 | 大野郡 白川村                        | 大野郡 白川村              | 大野郡 白川村 |
| 大野郡 平瀬村     | 明治8年 大野郡 白川村 | 大野郡 白川村                        | 大野郡 白川村              | 大野郡 白川村 |
| 大野郡 御母衣村   | 明治8年 大野郡 白川村 | 大野郡 白川村                        | 大野郡 白川村              | 大野郡 白川村 |
| 大野郡 牧村       | 明治8年 大野郡 白川村 | 大野郡 白川村                        | 大野郡 白川村              | 大野郡 白川村 |
| 大野郡 福島村     | 明治8年 大野郡 白川村 | 大野郡 白川村                        | 大野郡 白川村              | 大野郡 白川村 |
| 大野郡 長瀬村     | 明治8年 大野郡 白川村 | 大野郡 白川村                        | 大野郡 白川村              | 大野郡 白川村 |
| 大野郡 木谷村     | 明治8年 大野郡 白川村 | 大野郡 白川村                        | 大野郡 白川村              | 大野郡 白川村 |
| 大野郡 保木脇村   | 明治8年 大野郡 白川村 | 大野郡 白川村                        | 大野郡 白川村              | 大野郡 白川村 |
| 大野郡 野谷村     | 明治8年 大野郡 白川村 | 大野郡 白川村                        | 大野郡 白川村              | 大野郡 白川村 |
| 大野郡 大牧村     | 明治8年 大野郡 白川村 | 大野郡 白川村                        | 大野郡 白川村              | 大野郡 白川村 |
| 大野郡 大窪村     | 明治8年 大野郡 白川村 | 大野郡 白川村                        | 大野郡 白川村              | 大野郡 白川村 |
| 大野郡 馬狩村     | 明治8年 大野郡 白川村 | 大野郡 白川村                        | 大野郡 白川村              | 大野郡 白川村 |
| 大野郡 荻町村     | 明治8年 大野郡 白川村 | 大野郡 白川村                        | 大野郡 白川村              | 大野郡 白川村 |
| 大野郡 島村       | 明治8年 大野郡 白川村 | 大野郡 白川村                        | 大野郡 白川村              | 大野郡 白川村 |
| 大野郡 牛首村     | 明治8年 大野郡 白川村 | 大野郡 白川村                        | 大野郡 白川村              | 大野郡 白川村 |
| 大野郡 鳩谷村     | 明治8年 大野郡 白川村 | 大野郡 白川村                        | 大野郡 白川村              | 大野郡 白川村 |
| 大野郡 飯島村     | 明治8年 大野郡 白川村 | 大野郡 白川村                        | 大野郡 白川村              | 大野郡 白川村 |
| 大野郡 内ヶ戸村   | 明治8年 大野郡 白川村 | 大野郡 白川村                        | 大野郡 白川村              | 大野郡 白川村 |
| 大野郡 加須良村   | 明治8年 大野郡 白川村 | 大野郡 白川村                        | 大野郡 白川村              | 大野郡 白川村 |
| 大野郡 椿原村     | 明治8年 大野郡 白川村 | 大野郡 白川村                        | 大野郡 白川村              | 大野郡 白川村 |
| 大野郡 有家ヶ原村 | 明治8年 大野郡 白川村 | 大野郡 白川村                        | 大野郡 白川村              | 大野郡 白川村 |
| 大野郡 芦倉村     | 明治8年 大野郡 白川村 | 大野郡 白川村                        | 大野郡 白川村              | 大野郡 白川村 |
| 大野郡 小白川村   | 明治8年 大野郡 白川村 | 大野郡 白川村                        | 大野郡 白川村              | 大野郡 白川村 |

## 行政

### 村長
- 成原茂 （2011年4月27日 - 4期目）

歴代村長
- 谷口尚（1999年4月26日 - 2011年4月26日）

### 議会
- 定数:7名
- 任期:2027年4月27日

## 対外関係

### 姉妹都市・提携都市

#### 海外
姉妹都市
- アルベロベッロ（イタリア共和国 プッリャ州 バーリ県）
2001年（平成13年）[9]アルベロベッロから提携打診、以後交流を深め、2005年3月3日に白川村で姉妹都市の協定調印式が実施された[10][9]。ともに住居集落が世界遺産に登録されている（アルベロベッロは1996年登録の「アルベロベッロのトゥルッリ」）[10][9]。
2005年（平成17年）3月3日 - 姉妹友好協定調印[10][9]

提携都市
- リクヴィール（フランス共和国 グランテスト地域圏 オー＝ラン県）
リクヴィール（Riquewihr、ドイツ語：Reichenweier）は、フランスアルザス地方にある、中世の街並みがそのまま残る、フランスの最も美しい村の一つ[11]。

## 経済

### 第三次産業

#### 観光業
観光地化による影響
白川村が単独の村として存続できている理由としては、合掌造り集落がもたらす観光関連収入により財政状態が良好であることが大きい。
以前から合掌造り集落は観光地として有名であったが、1995年の世界遺産登録以降はさらに多くの観光客が訪れるようになった。
この盛況ぶりが観光関連収入を生む反面、観光客が合掌造りの家（中は普通に生活している家にもかかわらず）の戸を勝手に開ける、上がりこみ写真を撮る等のマナーの悪さによる被害が発生したり、合掌集落の住民が勝手に自宅内などでみやげ物屋や駐車場を開設するため、観光地化により素朴さ・日本の原風景であることが損なわれ魅力が低下しているのではないかという危惧を生んでいる。
生活の変化
2008年（平成20年）7月、東海北陸自動車道全線開通により白川村から高山市などへのアクセスが改善し、高校生が下宿通学から解放され自宅通学可能になるなどの恩恵があった。

## 国家機関

### 農林水産省
林野庁
- 中部森林管理局飛騨森林管理署
  - 白川森林事務所
  - 庄川治山事務所

## 施設

### 警察
- 岐阜県高山警察署
  - 鳩ヶ谷警察官駐在所
  - 平瀬警察官駐在所

### 消防
- 高山市消防本部高山消防署
  - 白川出張所

消防団
- 白川村消防団

### 役場
- 白川村役場

### 医療
- 県北西部地域医療センター白川村国民健康保険
  - 白川診療所
  - 平瀬診療所

### 郵便局
主な郵便局
- 鳩谷郵便局

### 文化施設
- 白川村南部地区文化会館
- 白川村総合文化交流施設
- ふれあい体育館　※正式名称は白川村農林漁家活動促進施設。白川郷学園（前期課程）体育館との複合施設。
- 旧建築部材保管庫 （旧・白川村立白川小学校下田冬季分校）

## 教育

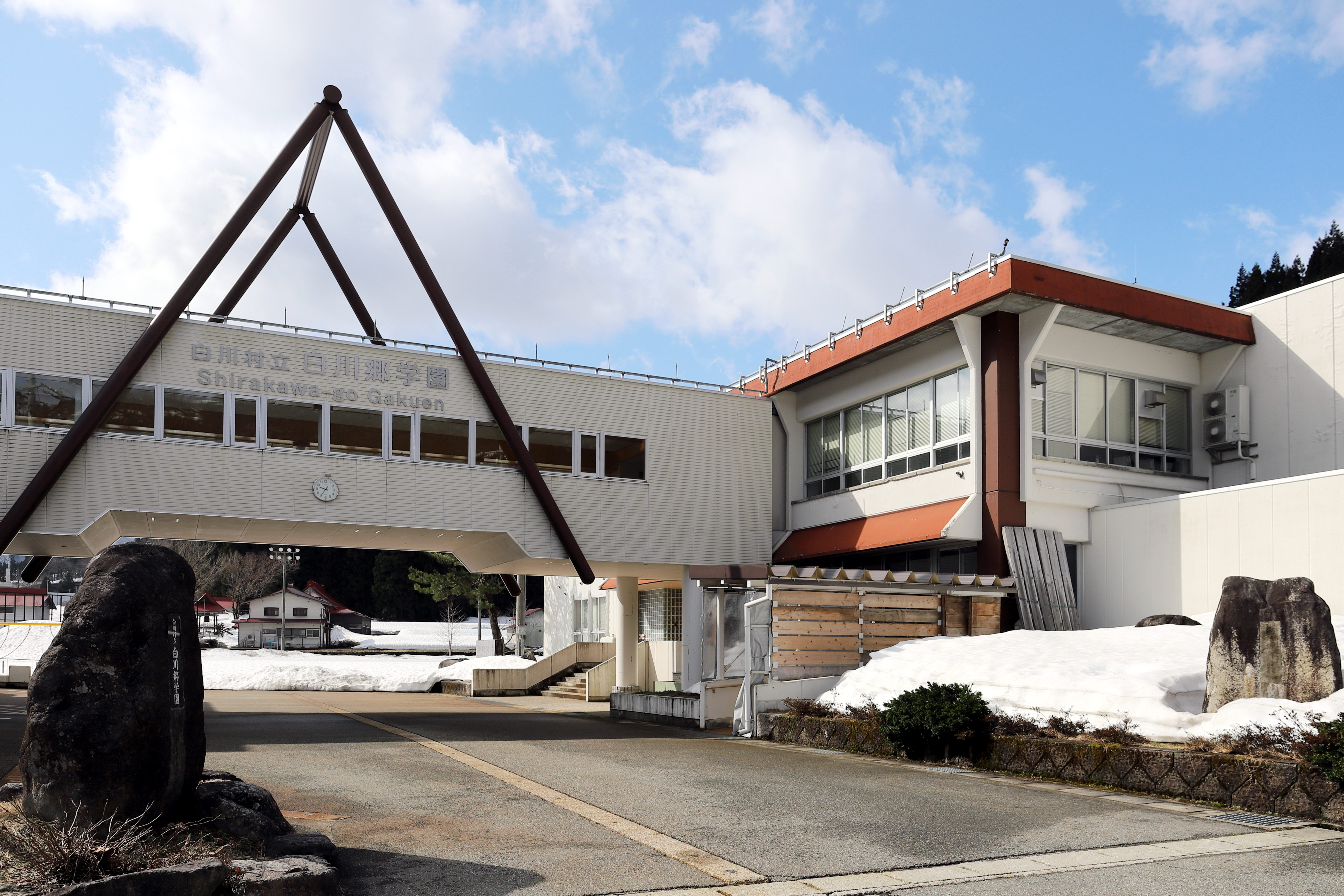
白川村立白川郷学園

### 小中一貫校
村立
- 白川村立白川郷学園（義務教育学校、白川中学校・白川小学校を再編）[12]

## 交通

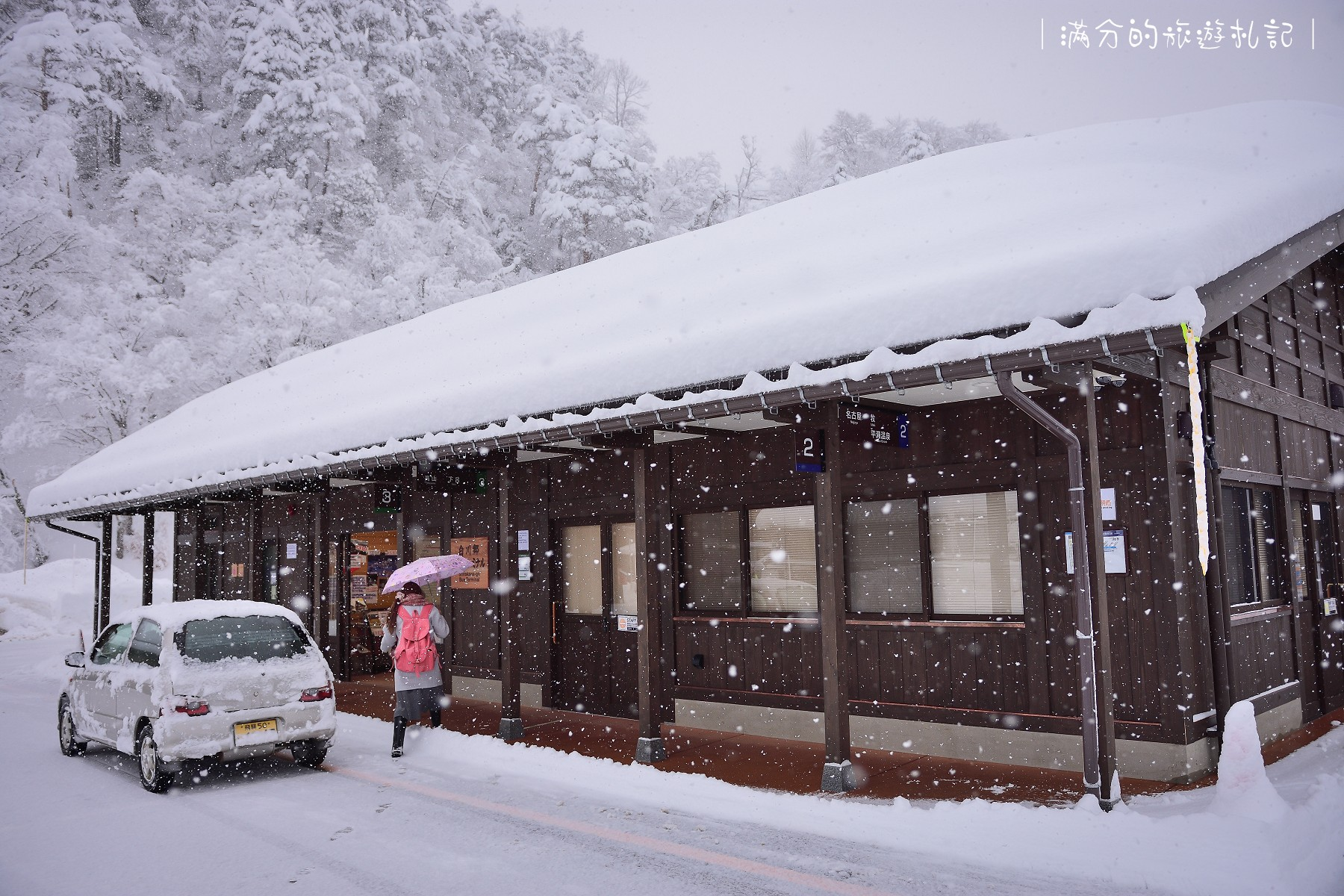
白川郷バスターミナル

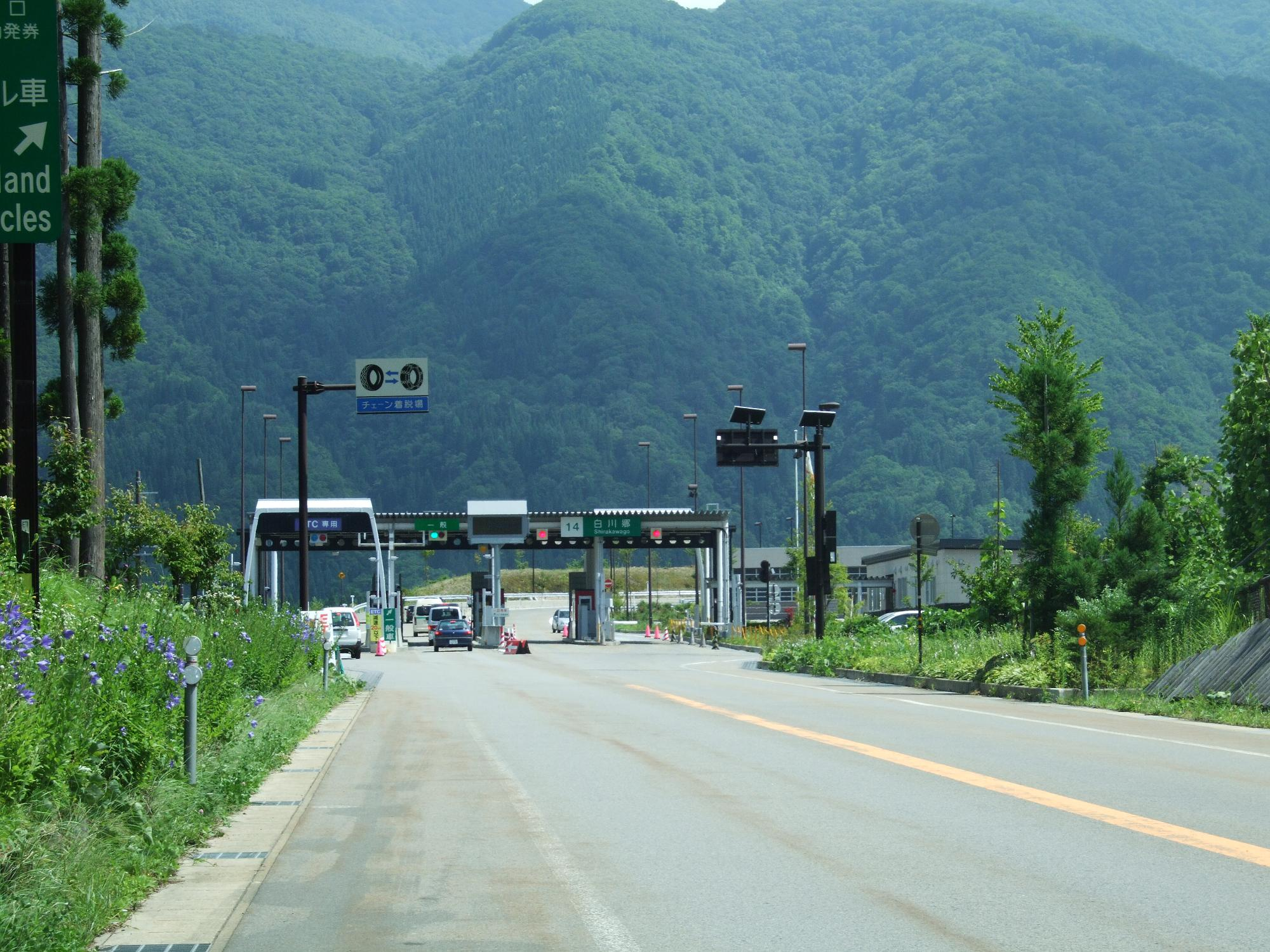
東海北陸自動車道:白川郷IC

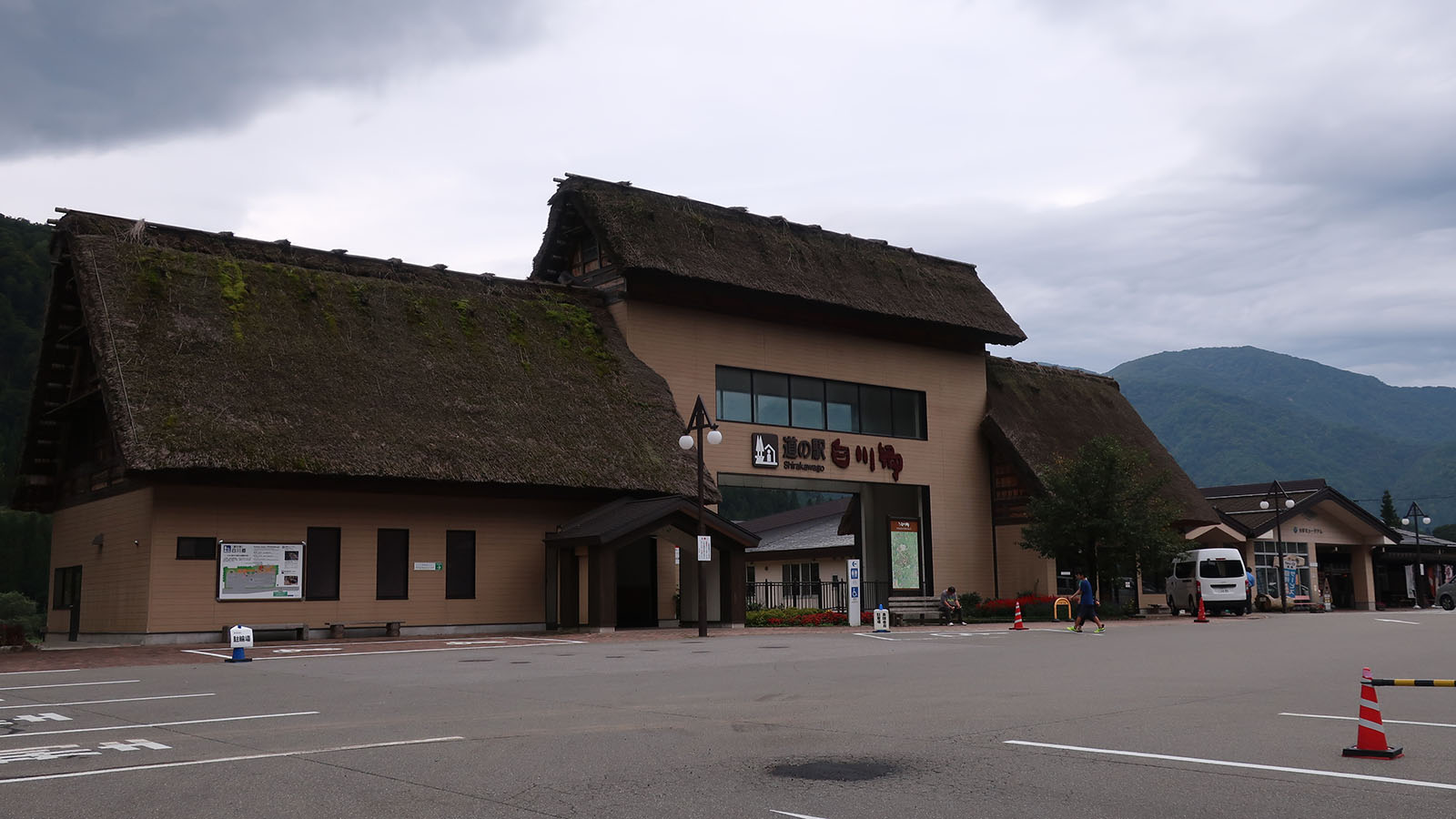
道の駅白川郷

### 鉄道
村内に鉄道路線は通っていない。
東海旅客鉄道（JR東海）高山本線の白川口駅は加茂郡白川町の駅であり、当村とは関係ない。

### バス
合掌造り集落入口の荻町交差点に隣接して白川郷バスターミナルが整備されており、村を発着するほぼ全ての高速バス・路線バスが乗り入れる。

#### 路線バス
下記のバス会社が運行する高速バス・路線バスが、周辺自治体から村へのアクセスや村内の移動の手段となっており、村民の重要な交通の足となっている。
- 岐阜乗合自動車（岐阜バス）
- 濃飛乗合自動車（濃飛バス）
- 北陸鉄道（北鉄バス）
- 加越能バス
- イルカ交通
- 富山地方鉄道
- 白山タクシー
- 平成エンタープライズ

### 道路

#### 高速道路
- 東海北陸自動車道
白川郷IC

#### 国道
- 国道156号
- 国道360号

#### 県道
- 岐阜県道451号白山公園線

### 道の駅
- 道の駅白川郷
- 道の駅飛騨白山

## 観光

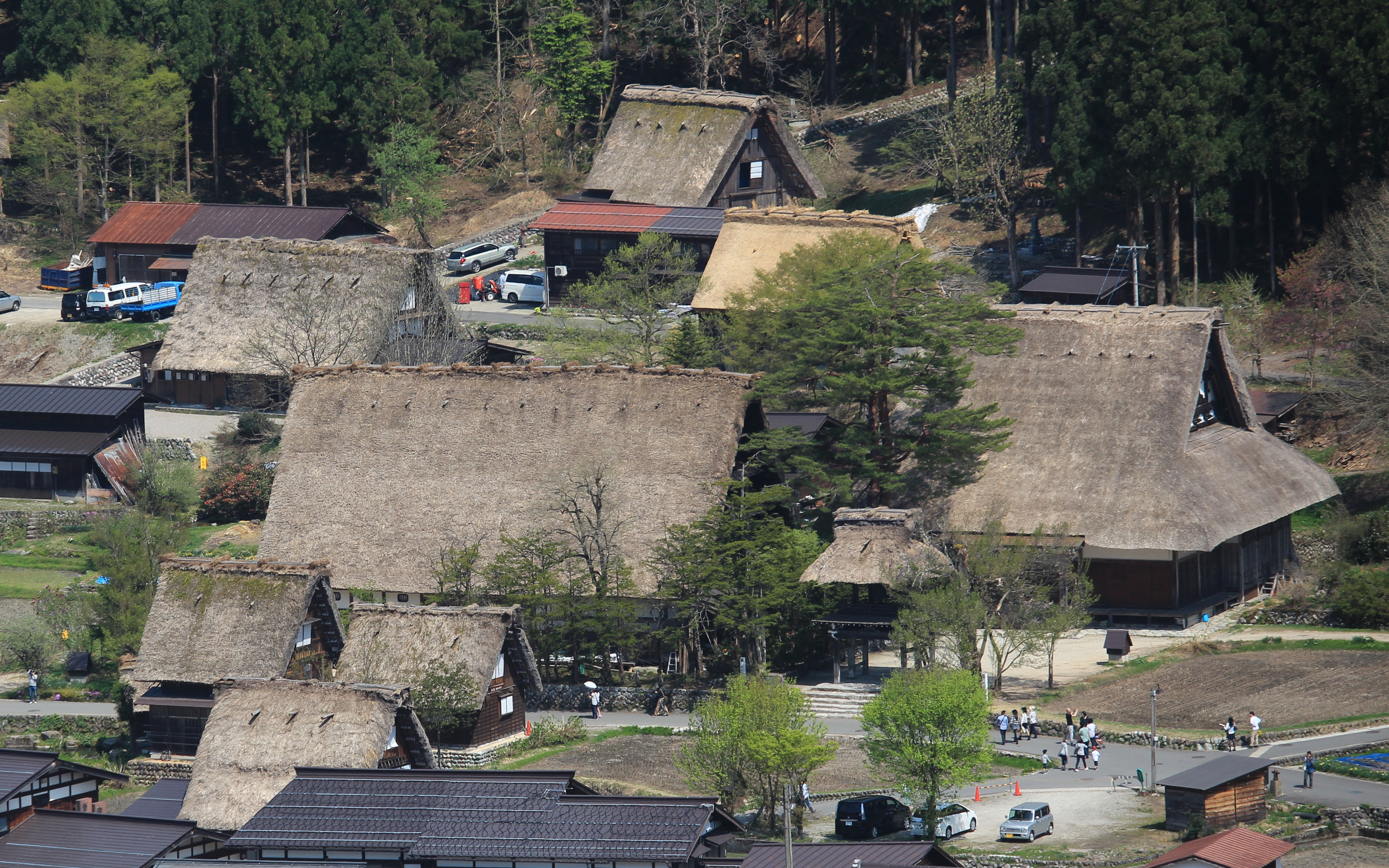
明善寺（合掌造りの寺院）

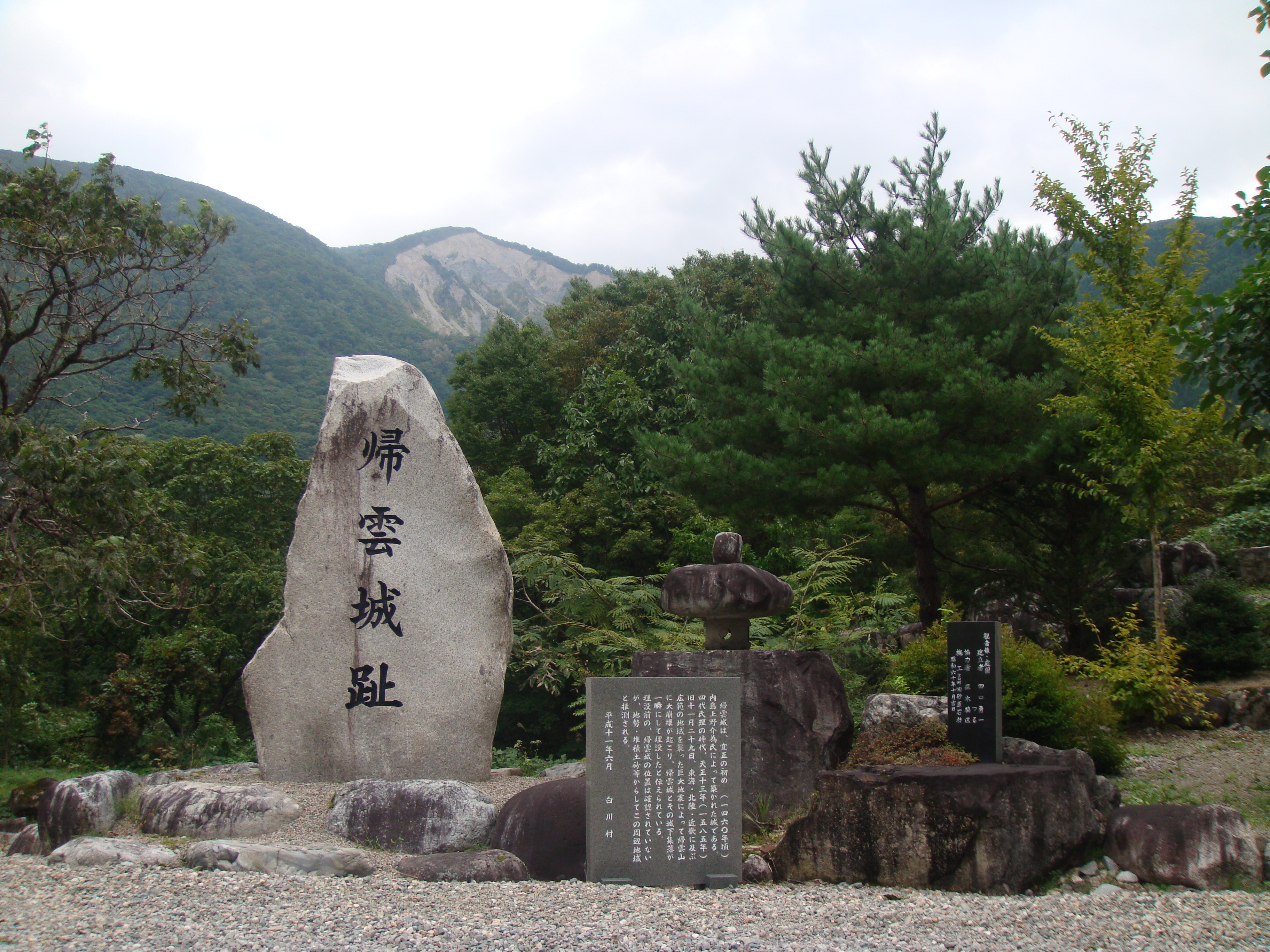
帰雲城跡

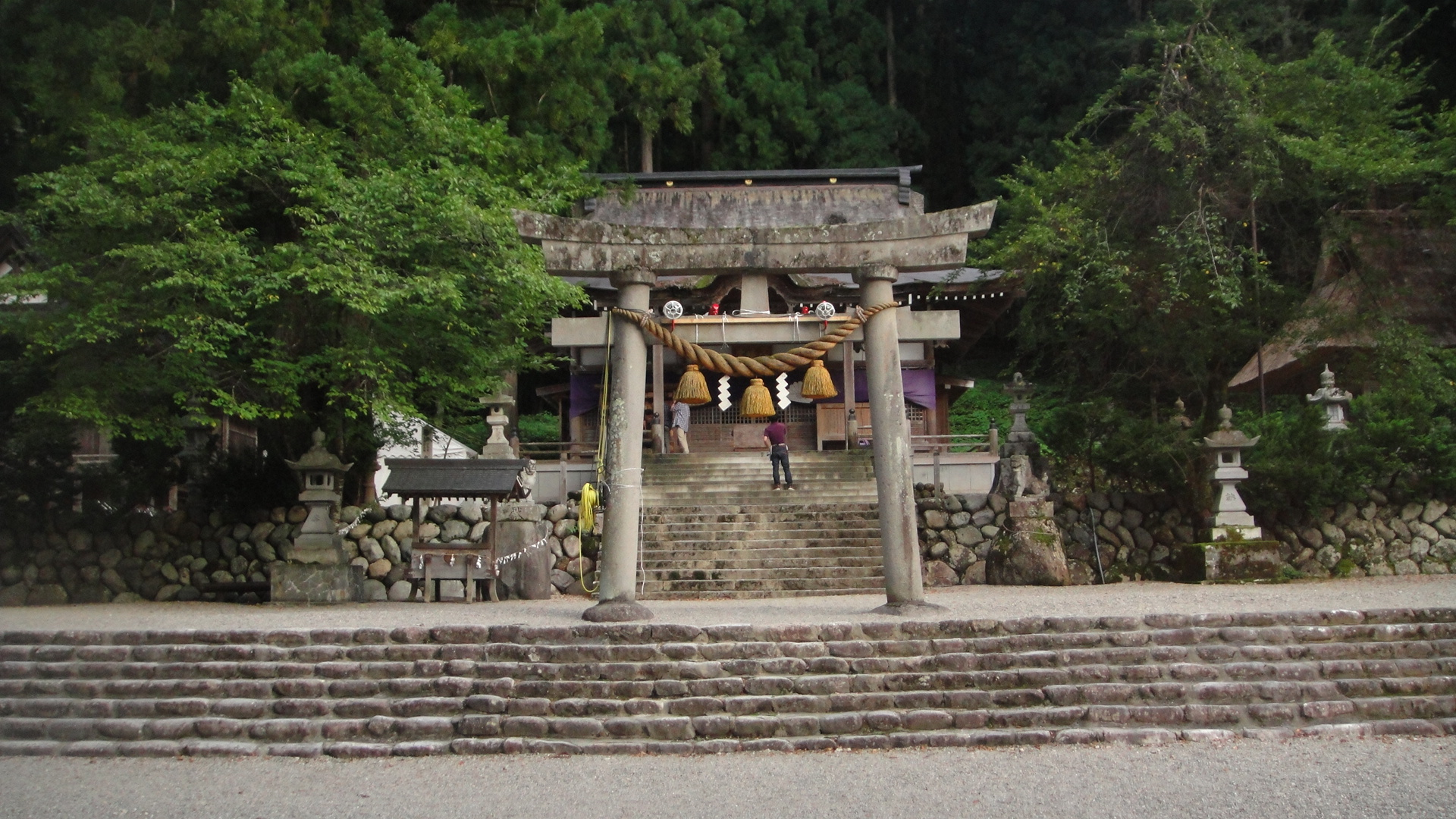
白川八幡神社

### 世界遺産
- 世界遺産「白川郷・五箇山の合掌造り集落」として登録されている白川郷（荻町集落）[2]が有名。
  - 和田家住宅 - 白川郷最大級の合掌家屋。
  - 明善寺 - 楼門は国の重要文化財。明善寺郷土館を併設する。
- 合掌造り民家園 - 合掌家屋25棟の野外博物館。

### 名所・旧跡
主な城郭
- 帰雲城

主な寺院
- 明善寺

主な神社
- 白川八幡神社
- 飯島八幡神社
- 鳩谷八幡神社
- 平瀬八幡神社

### 観光スポット
- 温泉は国民保養温泉地に指定されている白川郷平瀬温泉がある。
- 御母衣ダム、御母衣湖
  - MIBOROダムサイドパーク 御母衣電力館・荘川桜記念館
- 飛驒トンネル
- 飛越七橋
- 白山白川郷ホワイトロード
- 天生峠 紅葉の名所で、徒歩30分ほどの所にある高層湿原も有名。
- おおたザクラ 本覚寺境内にある桜 1969年に新種と認定されたオオタザクラの原木。
- 旧遠山家民俗館 - 国宝・重要文化財（建造物）[13]
- 馬狩・地球の聲温泉

### 祭事・催事
主な祭事
- どぶろく祭り - 毎年10月14･15両日に白川八幡神社にて行われる。

主な催事
- 白山白川郷ウルトラマラソン - 白山白川郷ホワイトロードを通じ、隣接市である石川県白山市と共催で行われるウルトラマラソン。2013年より実施。例年9月に開催されている。

## 出身関連著名人
- 平沢勝栄 - 衆議院議員・復興大臣
- 田中瑠紫愛 - 歌手（Suneeds）

## 白川村を舞台とした作品
- 高野聖 - 泉鏡花の小説で、主人公が天生峠で蛭に襲われる。
- ひぐらしのなく頃に - 同人サークル『07th Expansion』により製作されたサウンドノベル、及びそれを原作とした漫画、テレビアニメ。架空の村『雛見沢村』のモデル、及びゲーム中の背景写真のロケ地となっている（公式製作日記2002/5/15他参照）。
- 天外魔境II 卍MARU - ゲームの出発地点であり主人公の戦国卍丸の故郷
- 家で死ぬということ - 2012年2月、NHK土曜ドラマスペシャルにて放映（単発）、主演は高橋克典。
- 三つの月 - 2015年10月、TBS系列で放映（単発）、月シリーズの完結編（当該項目参照）。
- 虚ノ少女 - 人形集落。
- 最愛 - 2021年10月 - 12月、TBS系列金曜ドラマにて放映、主演は吉高由里子。